# Pegomya luteapiculis
Pegomya luteapiculis är en tvåvingeart som beskrevs av Deng och Li 1988. Pegomya luteapiculis ingår i släktet Pegomya och familjen blomsterflugor. Inga underarter finns listade i Catalogue of Life.